# Bad Boy (bài hát của Đông Nhi)
"Bad Boy" là bài hát của nhạc sĩ người Việt Nam Đỗ Hiếu, phát hành trên các website trực tuyến vào ngày 26 tháng 10 năm 2014. Ngay sau khi phát hành, ca khúc đã nhận được những phản hồi tích cực từ khán giả, và đã đạt vị trí số một trong các bảng xếp hạng trong nước như: YanTV..., Bad Boy lọt vào các bảng xếp hạng nước ngoài như Youku (Trung Quốc, Tây Ban Nha...) Đây là một bản Electronic dance music sôi động, Đỗ Hiếu dành tặng cho Đông Nhi thể hiện. MV Bad Boy là một trong những sản phẩm đầu tư lớn với chất lượng quốc tế và đã thu hút hơn 200000 lượt xem trong ngày ra mắt đầu tiên.

## Video âm nhạc
Phần phông nền chủ yếu của Bad Boy là màu xanh và màu trắng. MV Bad Boy thể hiện những bước nhảy chuyên nghiệp của Đông Nhi. Sau khi xem trọn vẹn MV "Bad Boy", khán giả không khỏi tròn mắt ngỡ ngàng vì không tin được MV này được thực hiện bởi ê-kíp Việt Nam. Với 4 bối cảnh quay được đầu tư nghiêm túc với số tiền lớn trong phim trường, "Bad Boy" đã gửi đến người xem những cảnh quay đẹp, chất lượng không thua kém gì những MV của ca sĩ quốc tế. Bởi lẽ, đây cũng là dự án âm nhạc lớn nhất trong năm của Đông Nhi dành cho người hâm mộ của mình.

## Đề cử và giải thưởng
| Năm  | Giải thưởng       | Hạng mục                                      | Kết quả   |
| ---- | ----------------- | --------------------------------------------- | --------- |
| 2014 | Zing Music Awards | Ca khúc Dance/ Electronic được yêu thích nhất | Đoạt giải |
| 2014 | Giải Mai Vàng     | Ca khúc                                       | Đề cử     |
| 2015 | HTV Awards        | Video ca nhạc được yêu thích nhất             | Đề cử     |